# Fernando Bujones
Fernando Bujones (9 de marzo de 1955, Miami, Estados Unidos – 10 de noviembre de 2005, Miami) fue un bailarín clásico estadounidense de ascendencia cubana. Uno de los más notables bailarines de su generación habiendo sido el primer estadounidense en ganar la famosa competencia internacional de Varna.

## Biografía
Nacido en Miami, Florida de padres cubanos, y descendiente del militar español Ramón Pumpido Puga, regresó con su madre a Cuba en 1957 donde se inició con Alicia Alonso en el Ballet Nacional de Cuba en La Habana. En 1964 se exilió primero en Canadá, luego en Praga y París donde lo esperaba su prima Zeida Cecilia Menendez, exbailarina y maestra de baile. A los 10 años se estableció en Miami, debutando en El Cascanueces. A los 12 fue recomendado por Jacques D'Amboise quien le dio una audición, ganando una beca para el American Ballet Theatre donde completó su educación con Stanley Williams, André Eglevsky y Zeida Cecilia Méndez.
Bujones unió al American Ballet Theatre 1972. En 1974, he se convirtió en el primer bailarín estadounidense  en ganar la Medalla de Oro en el Concurso Internacional de Ballet en Varna, Bulgaria, donde también fue citado por "mayor logro técnico". Se destacó en El Corsario, Don Quijote, Los Patinadores y como James en La Sylphide, Albrecht en Giselle, Solor en La Bayadere, Colas en La Fille Mal Gardée y en coreografías de George Balanchine, Jerome Robbins, Antony Tudor y Frederick Ashton. 
Fue eclipsado por la aparición de Mikhail Baryshnikov - quien se unió al ABT el mismo año en que Bujones ganó en Varna - ambos fueron los solistas más notables de su era en el ABT, pasando luego a actuar bajo la dirección del ruso con quien tuvo serias desavenencias culminando en su renuncia en 1985. La agria disputa llegó a los diarios cuando Bujones proclamó "Baryshnikov tiene la publicidad, pero Bujones tiene el talento" Cuando Baryshnikov abandonó la compañía, Bujones regresó permaneciendo en ella hasta su retiro en 1995.
Actuó en 34 países, incluyendo compañías como el American Ballet Theatre, Royal Ballet, Stuttgart Ballet, Ballet de la Ópera de París, Ballet Real Danés, La Scala, Wiener Staastoper Ballet, Boston Ballet entre otros y con solistas como Dame Margot Fonteyn, Natalia Makarova, Carla Fracci, Cynthia Gregory, Marcia Haydee, Gelsey Kirkland, y Marianna
Tcherkassky.

## Jubilación
Al retirarse dirigió el Ballet de Monterrey, de Misisipi y el de Orlando.
Se casó en 1980 con Marcia Kubitschek - hija del expresidente de Brasil Juscelino Kubitschek- y luego con Maria Arnillas, bailarina peruana a quien conoció en Stuttgart. Con la primera tuvo a su hija, Alejandra Patricia Bujones Kubitscheck.
En el año 2009 se estrenó un documental de Israel Rodríguez en homenaje: The extraordinary life of Fernando Bujones.

## Autobiografía
- Bujones, Fernando. The Book: Fernando Bujones: An Autobiography.